# 1651 na literatura

## Nascimentos
| Data           | Nome                  | Profissão                                | Nacionalidade | Observações | Ref |
| -------------- | --------------------- | ---------------------------------------- | ------------- | ----------- | --- |
| 6 de Agosto    | François Fénelon      | teólogo, poeta e escritor                | França        | m. 1715     |     |
| 12 de Novembro | Juana Inés de la Cruz | religiosa católica, poetisa e dramaturga | Espanha       | m. 1695     |     |

## Mortes
| Data | Nome | Profissão | Nacionalidade | Observações | Ref |
| ---- | ---- | --------- | ------------- | ----------- | --- |